# Devreesesmolen
De Devreesesmolen is een windmolenrestant in de tot de Oost-Vlaamse gemeente Aalter behorende plaats Knesselare, gelegen aan Looierijstraat 19.
Deze ronde stenen molen van het type stellingmolen diende als korenmolen en oliemolen.

## Geschiedenis
De molen werd gebouwd 1866-1867 en in 1872 werd een stoommachine geplaatst, die in 1886 vervangen werd. Er werd zowel machinaal als op de wind gemalen. In februari 1937 stortte de kap gedeeltelijk in het assenkruis werd eveneens beschadigd. In juli 1937 werd de kap weggenomen en de romp afgedekt.
In 1946 werd een zware elektromotor in de romp geplaatst. In de bijgebouwen kwam een leerlooierij (Lederfabriek Devreese). In 1957 werd de romp vastgebouwd aan het woonhuis.
In 1983 werd de molenromp gedeeltelijk hersteld, maar het werk kwam uiteindelijk stil te liggen.
In de volgende jaren begon de buitenste steenlaag af te brokkelen.